# Большой Красный Яр (Татарстан)
 Большой Красный Яр  — опустевшая деревня в Алексеевском районе Татарстана. Входит в состав Степношенталинского сельского поселения.

## География
Находится в западной части Татарстана на расстоянии приблизительно 12 км по прямой на юго-восток от районного центра Алексеевское у речки Шентала.

## История
Основана в первой половине XVIII века. В 1795 здесь была построена Казанско-Богородицкая церковь. В начале XX века здесь располагалось волостное правление.

## Население
Постоянных жителей было: в 1782—233 души мужского пола, в 1859—557, в 1897—797, в 1908—882, в 1920—960, в 1926—937, в 1949—269, в 1958—261, в 1970—239, в 1979—147, в 1989 — 71, в 2002 — 4 (русские 75 %), 0 в 2010.